# Piet Ikelaar
Petrus Gerardus "Piet" Ikelaar (2 de janeiro de 1896 — 25 de novembro de 1992) foi um ciclista holandês de ciclismo de pista, profissional de 1921 a 1931.
Participou nos Jogos Olímpicos de Antuérpia 1920, conquistando duas medalhas de bronze: nos 50 km, sendo superado apenas por Henry George e Cyril Alden; e em tandem, fazendo par com Frans de Vreng.
Nesses mesmos Jogos, também participou em outras quatro provas, três delas conseguiu um diploma olímpico. No contrarrelógio por equipes e na perseguição por equipes terminou em sexto, e no contrarrelógio individual foi eliminado na segunda repescagem.